# Буйвид, Одо
Одо Феликс Казимеж Буйвид (пол. Odo Feliks Kazimierz Bujwid; 1857, Вильно — 1942, Краков) — польский учёный. Известен как пионер польской бактериологии. Был одним из первых исследователей вакцин в Польше.

## Биография
Одо Буйвид родился 30 ноября 1857 года в Вильно в семье служащего. Там он провёл детство. Затем вместе с семьёй переехал в Варшаву. В возрасте 15 лет остался сиротой с двумя младшими сёстрами. Чтобы прокормить сестёр, Буйвид давал частные уроки. Ходил в 3-ю Варшавскую гимназию, но не окончил её. Сдав экзамен на аттестат зрелости, в 1879 году он поступил на медицинский факультет Варшавского университета.
Во время учёбы проявлял интерес к гистологии. Занимался исследованием мокроты человека. В 1885 году отправился в Берлин, где учился у Роберта Коха, открывшего тремя годами ранее возбудителей туберкулёза. Через год вернулся в Варшаву и основал первую в Польше бактериологическую лабораторию. Он окончил медицинский факультет и получил диплом 14 января 1886 года.
В 1886 году отправился в Париж, где изучал методы приготовления вакцины против бешенства у Луи Пастера. Вернувшись домой, он открыл первый польский центр вакцинации с использованием метода Пастера. Читал курсы по бактериологии среди врачей. В 1887 году опубликовал свои лекции в книге, ставшей первым польским учебником по бактериологии. Работал также в бактериологических лабораториях Санкт-Петербурга и Одессы.
В 1893 году переехал в Краков, где возглавил кафедру гигиены в Ягеллонском университете. Вскоре организовал там вторую в польскую пастеровскую станцию. Продолжил исследование туберкулёза. Он первым в Польше получил противодифтерийную сыворотку, наладил её производство в Варшаве и Кракове. Позднее начал производить и другие сыворотки. Читал в университете курсы гигиены и бактериологии. В 1896 году он был избран членом совета Кракова, способствовал созданию систем водоснабжения и канализации в городе. В 1897—1907 годах Буйвид был директором Института пищевых исследований в Кракове. В 1899 году он стал профессором гигиены и бактериологии. В 1904—1905 учебном году стал деканом медицинского факультета Ягеллонского университета. В 1920 году завершил свою работу в Ягеллонском университете и ушёл на пенсию. Несмотря на это, продолжал участвовать в научных конференциях.
Буйвид опубликовал около 400 научных трудов, из них около 200 по бактериологии.
Буйвид дружил с создателем эсперанто Людвиком Лазарем Заменгофом. На 8-м Всемирном конгрессе эсперантистов в Кракове в 1912 году он был председателем оргкомитета. В 1922 году на 1-м съезде польских эсперантистов Буйвид был избран президентом Национальной федерации эсперанто. В 1924 году он объединил движения эсперантистов Польши. Он также являлся редактором издания Pola Esperantisto. Был избран почётным членом Всемирной ассоциации врачей эсперантистов.
В 1932 году умерла его жена, после чего он начал писать мемуары. После начала Второй Мировой войны его семья подверглась репрессиям, а самого Буйвид периодически допрашивали. Он умер 26 декабря 1942 года в Кракове.